# Nash-ligevægt
Nash-ligevægt er et økonomisk begreb, der er navngivet efter John Forbes Nash, der beskrev begrebet i sin ph.d.-afhandling fra 1950. Det er en ligevægt som findes i spil med to eller flere personer. Hvis hver spiller har valgt strategi, og ingen spiller får noget ud af at skifte strategi, hvis de andre ikke gør, udgør disse valg af strategier en Nash-ligevægt. Bemærk at der kan findes valg af strategier som er bedre for alle spillere.

## Eksempel (Rene strategier)
To spillere spiller et spil, hvor de samtidigt skal vælge et heltal mellem 0 og 3. Begge spillere får det mindste af de valgte tal i point, og hvis den ene har valgt et højere tal end den anden, skal han afgive 2 point til modstanderen. Til højre ses dette spils udbyttematrix. I dette spil er den eneste Nash-ligevægt at begge spillere vælger 0. Hvis begge vælger denne strategi, kan ingen af spillerne få noget ud af at skifte strategi. "Begge spillere vælger 2" er ikke en Nash-ligevægt, da den ene spiller får et point ud af at vælge 1 i stedet. Generelt gælder, at hvis ikke begge vælger 0, kan den der vælger det højeste tal få flere point ud af at sige et tal der er en mindre end det tal modstanderen siger, og hvis de vælger samme tal, får begge flere point, hvis de vælger tallet lavere. I dette spil ses det tydeligt at Nash-ligevægten ikke nødvendigvis er til det fælles bedste, men derimod det resultat, der kommer hvis alle spiller egoistisk.

## Blandede strategier
Ovenstående afsnit handler udenlukkende om rene strategier, altså strategier, hvor man vælger én af de muligheder man har. Man kan dog også have blandede strategier, som er en blanding af rene strategier. Der kan f.eks. være at man vælger 0, 1, 2 og 3 med sandsynlighederne 10%, 20% 30% og 40%. Definitionen på en Nash-ligevægt kan overføres til blandede strategier. Et eksempel på dette er: To biler kører så hurtig mod hinanden, at de ikke kan nå at bremse, men kun undvige. Hver kører kan altså vælge at afvige til venstre eller til højre. Vi kan sige at udbyttet ved at undgå sammenstød er 100, mens udbyttet ved sammenstød er 0.
Udbyttematrixen for dette spil ses til højre. Spillet har to rene Nash-ligevægte: Begge afviger til venstre og begge afviger til højre. Derudover er der en blandet Nash-ligevægt: Begge spillere vælger at afvige til venstre med 50% sandsynlighed og til højre med 50% sandsynlighed. Så længe modstanderen fortsætter med denne strategi, er der 50% sandsynlighed for sammenstød uanset hvilken strategi man bruger, og derfor får man ikke umiddelbart noget ud at ændre strategi.

## Stabil og ustabil Nash-ligevægt
Nash-ligevægte kan opdeles i stabile og ustabile ligevægte. Kravene for at en ligevægt er stabil er, at hvis den ene spiller ændrer sandsynlighederne i sin blandede strategi uendeligt lidt, skal følgende gælde:
1. Den spiller som ikke ændrede strategi skal ikke have nogen bedre strategi.
2. Den spiller som ændrede strategi spiller nu med en strategi der er (skarpt) dårligere end før.

I overstående eksempel med bilerne, der kører mod hinanden, er der både stabile og ustabile Nash-ligevægte. De to ligevægte, hvor de to spiller afviger til samme side, er stabile. Selv hvis modstanderne 1% af gangene afviger til højre, kan det stadig bedst betale sig at satse på at han afviger til venstre, og hvis han afviger til højre 1% af gangene, sker der flere uheld end hvis han altid afviger til venstre.
Ligevægten, hvor begge spillere vælger at afvige til venstre med 50% sandsynlighed, er derimod ustabil. Hvis modstanderen med 51% sandsynlighed afviger til venstre, kan det bedst betale sig at satse på at han afviger til venstre. Derfor skal man ændre sin strategi fra (50%,50%) til (100%,0%). Uformelt kan man se det således: Forestil dig at der kun er de to billister i verden, og de ikke kan kommunikere på anden måde end at køre mod hinanden og se til hvilken side den anden afviger. De to billister kører nu mod hinanden og billist 1 afviger til højre, og billist 2 til venstre. Dermed sker der sammenstød. Begge overlever, og næste gang de ser hinanden, afviger begge billister tilfældigvis til højre. Dette går meget godt, og derfor vil de afvige til højre hver gang de mødes derefter. I starten valgte begge billister tilfældigt (50%/50%), men efter anden gang, vælger de med 100% sandsynlighed at køre til højre. Begge disse valg af strategier er Nash-ligevægte, men kun den første er ustabil, og derfor går de hurtigt væk fra denne strategi. Den anden ligevægt er derimod stabil, og det er derfor usandsynligt, at den ene pludseligt begynder at afvige til venstre.
Nash viste i 1950 at der altid er en blandet Nash-ligevægt i endelige spil, uanset antallet af deltagere.